# Villa Gravenreuth

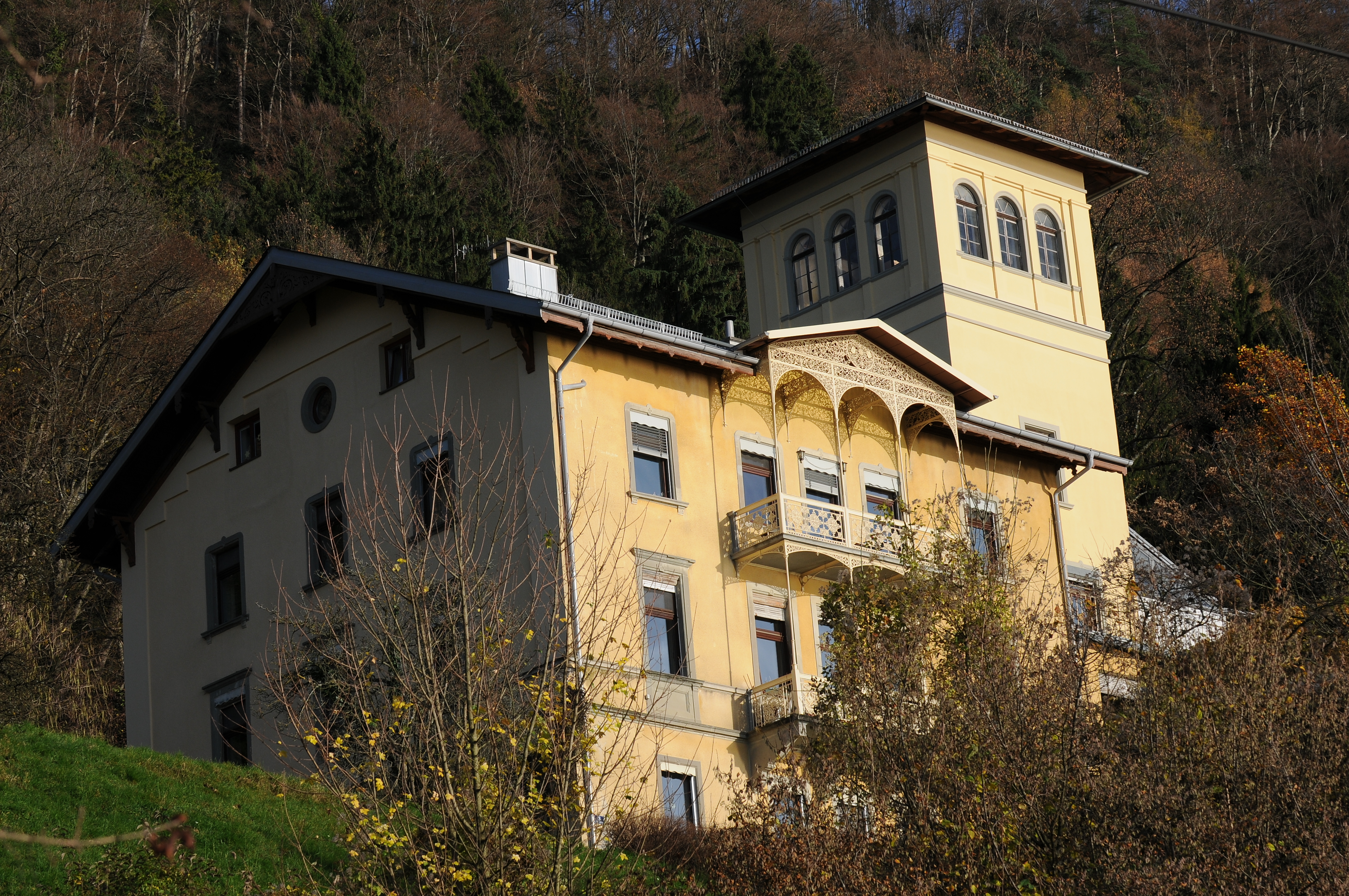
Villa Gravenreuth auf dem Klausberg (2010)

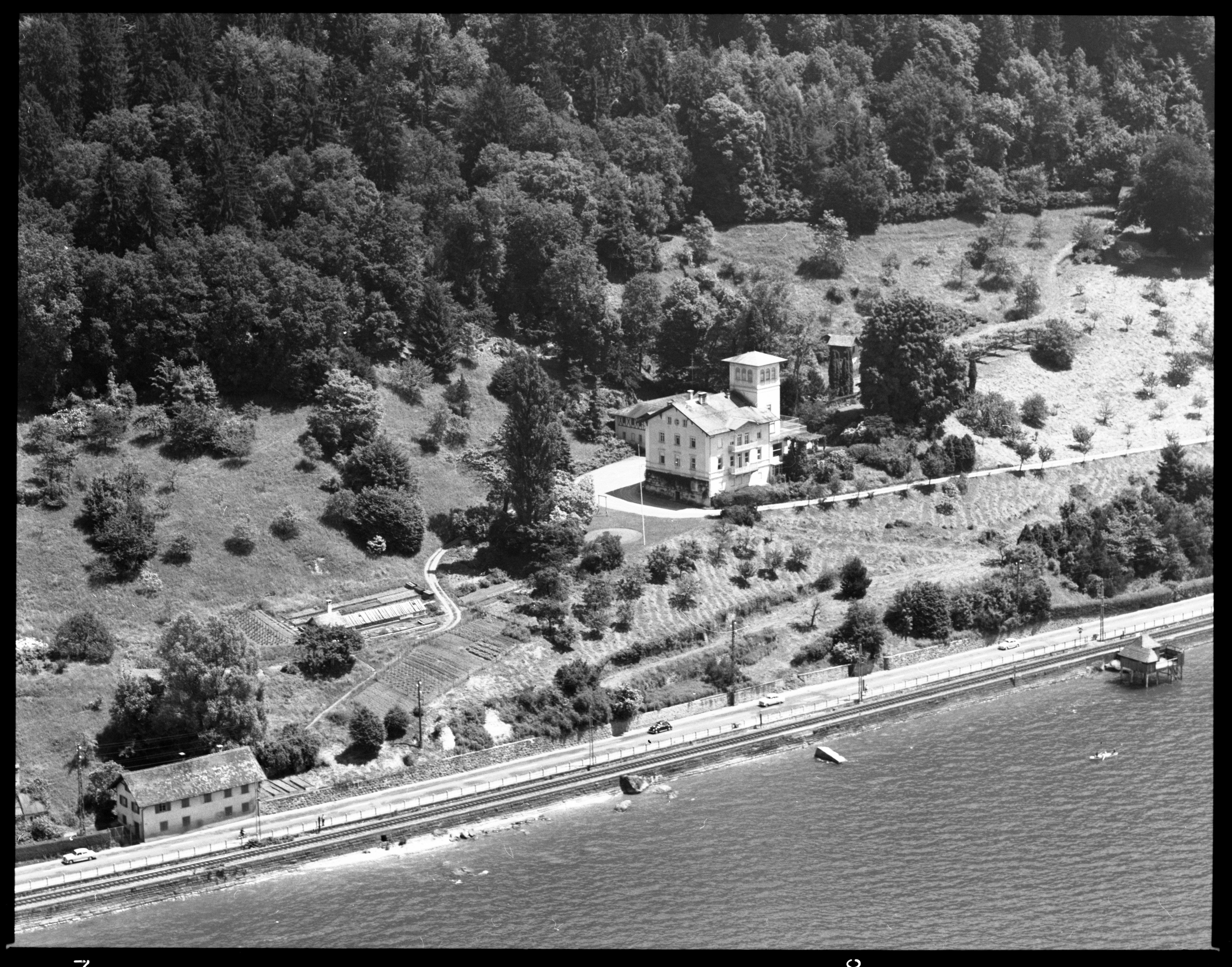
Schrägluftbild des Klausbergs mit der Villa Gravenreuth (1959)

Die Villa Gravenreuth ist ein denkmalgeschütztes Objekt in der Gemeinde Lochau, Vorarlberg, Österreich an der Klause.

## Lage
Die Villa Gravenreuth liegt auf etwa 418 m ü. A. auf dem Klausberg am westlichen Rand des Gemeindegebiets von Lochau am Ostufer des Bodensees. Zur Zentrum von Lochau sind es etwa 1,8 Kilometer und zur Stadt Bregenz rund 1,3 Kilometer Luftlinie. Der Bodensee liegt rund 26 Meter unterhalb der Villa Gravenreuth, rund 70 Meter westlich entfernt.

## Geschichte
Den Klausturm und die Grundstücke darum hatte die Familie des ehemaligen bayrischen Besatzungskommissärs Carl Ernst Freiherr von Gravenreuth 1852 erworben. Anstelle eines neben dem Klausturm befindlichen Bauernhofes wurde 1869/1870 die Villa Gravenreuth gebaut.
Die Villa Gravenreuth und der etwa 170 Meter südlich befindliche Klausturm waren von 1919 bis 1928 im Eigentum des Juweliers Franz Halder († 8. November 1927) aus Wien und sind seit 1928 im Eigentum der Unternehmerfamilie Huber-Sannwald. 1928/1929 wurde das Gebäude saniert.

## Gebäude
Das Gebäude hat einen polygonen Grundriss und ist etwa 15 Meter hoch (mit Turm etwa 20 Meter), 30 Meter lang und 18 Meter breit. Beim Hauptgebäude handelt es sich um ein freistehendes dreigeschoßiges, ockerfarben verputztes Objekt mit Satteldach und es finden sich an den Gebäudekanten angedeutete schlichte Eckpilaster. Die Hauptfenster sind mit Sandsteinumrahmungen ausgeführt. Der Turm ist mit einem sehr flachen Zeltdach versehen.
Markant für das Gebäude ist der einem historisierend-italienischen Stil angelehnte, fünfgeschoßigen Turm sowie der seeseitige, als Balkon ausgebildete, Mittelrisalit. Dieser zweigeschoßige Balkon aus Eisen im Jugendstil gibt der frontseitigen Fassade eine gewisse Leichtigkeit, die ein normaler, vollausgebildeter Mittelrisalit nicht hätte.
Die ursprünglich charmanten Sprossenfenster wurden großteils durch moderne Isolierglas-Einscheibenverglasungen ersetzt.
Die Villa Gravenreuth wurde von Architekt Wilhelm Widmann als Sommerdomizil geplant. In der Villa befand sich eine Hauskapelle, die vom Schrunser Maler Jakob Bertle im romanischen Stil ausgestattet wurde. Die Kapelle wurde 1928/1929 anlässlich der Renovierung aufgelassen und die Kapellenausstattung verschenkt.